# Lil Nas X
Montero Lamar Hill (Atlanta, 9 de abril de 1999), conhecido por seu nome artístico Lil Nas X, é um rapper, cantor e compositor norte-americano. Ele ganhou destaque com o lançamento de seu single de country rap "Old Town Road", que se tornou viral no início de 2019 antes de subir nas paradas musicais internacionalmente e receber certificado de diamante em novembro do mesmo ano.
"Old Town Road" passou 19 semanas no topo da tabela Billboard Hot 100 dos EUA, tornando-se a canção com mais tempo no número um desde que a tabela estreou em 1958. Foram lançados vários remixes da canção, o mais popular dos quais contou com o cantor country Billy Ray Cyrus. Lil Nas X se assumiu gay enquanto "Old Town Road" estava no topo da Hot 100, tornando-se o único artista a se assumir enquanto tinha um recorde número um. Após o sucesso de "Old Town Road", Lil Nas X lançou seu extended play de estreia, intitulado 7, que deu origem a mais dois singles, com "Panini" a atingir o número cinco e "Rodeo" a atingir o número 22 na Hot 100. O seu álbum de estreia, Montero, é precedido pelo single número um "Montero (Call Me by Your Name)", e pelos singles "Sun Goes Down" e "Industry Baby".
Lil Nas X foi o artista masculino mais indicado no 62º Grammy Awards, onde acabou ganhando prêmios de Melhor Videoclipe e Melhor desempenho de pop em duo ou grupo. "Old Town Road" lhe rendeu dois MTV Video Music Awards, incluindo Canção do Ano, e o American Music Award por Canção Favorita de Rap/Hip Hop; Lil Nas X é também o primeiro artista abertamente LGBT negro a ganhar um prêmio da Country Music Association. A Time o nomeou como uma das 25 pessoas mais influentes na Internet em 2019, e ele foi nomeado na lista 30 Under 30 da Forbes em 2020.

## Biografia
Montero Lamar Hill nasceu em Atlanta, Geórgia, em 9 de abril de 1999. O seu nome vem do Mitsubishi Montero. Seus pais se divorciaram quando ele tinha seis anos, e ele se estabeleceu no projeto habitacional Bankhead Courts com sua mãe e avó. Três anos depois, ele foi morar com seu pai, um cantor gospel, ao norte da cidade em Austell, Geórgia. Embora inicialmente relutante em sair, ele mais tarde considerou isso uma decisão importante: "Há tanta merda acontecendo em Atlanta—se eu tivesse ficado lá, teria caído no meio do grupo errado." Ele começou "usando a Internet fortemente bem na época em que os memes começaram a se tornar sua própria forma de entretenimento"; mais ou menos quando tinha treze anos.
Ele passou grande parte de sua adolescência sozinho e se voltou para a Internet, "particularmente o Twitter, criando memes que mostravam sua sagacidade e conhecimento da cultura pop". Sua adolescência também o viu lutando para se assumir gay; ele rezou para que fosse apenas uma fase, mas por volta dos dezesseis ou dezessete anos ele passou a aceitá-lo. Ele começou a tocar trompete na quarta série.
Frequentou a Lithia Springs High School, na qual se formou em 2017. Depois matriculou-se na University of West Georgia, onde se formou em ciência da computação, mas mais tarde desistiu após um ano para seguir uma carreira musical. Durante este tempo, ficou com a sua irmã e sustentou-se com empregos nos restaurantes de Zaxby e no parque de diversão Six Flags Over Georgia. Em setembro de 2019, ele voltou a sua escola para realizar um concerto surpresa.

## Carreira

### 2015–2017: Celebridade da internet
Hill disse que começou a se isolar das "atividades fora da classe" durante sua adolescência. Ele passou muito tempo online na esperança de conquistar seguidores como uma celebridade da Internet para promover seu trabalho, mas não sabia ao certo em que se concentrar de forma criativa. Em uma entrevista à Rolling Stone, ele afirmou: "Eu estava fazendo vídeos de comédia no Facebook, depois mudei para o Instagram e depois entrei no Twitter... onde eu realmente era um mestre. Esse foi o primeiro lugar onde eu poderia me tornar viral". Ele também postou vídeos de comédia em formato curto no Facebook e no Vine.
Durante este período, ele supostamente criou e administrou contas de fãs de Nicki Minaj no Twitter, incluindo uma chamada "@NasMaraj", de acordo com uma investigação da revista New York. Em 2017, essa conta ganhou atenção por suas "threads do cenário" interativos no estilo miniconto popularizados no Twitter usando o aplicativo TweetDeck. A investigação ligou @NasMaraj à prática de "Tweetdecking", ou ao uso de várias contas em colaboração para tornar artificialmente certos tweets virais. A conta @NasMaraj foi suspensa pelo Twitter devido a "violação das políticas de spam". Após a suspensão de @NasMaraj, a investigação da New York concluiu que ele posteriormente abriu uma nova conta com o nome "@NasMarai", e que sua conta atual no Twitter na época era uma versão reaproveitada daquela conta "@NasMarai" com um nome alterado. Depois que relatos da mídia ligaram Lil Nas X às contas dos fãs de Minaj, ele chamou os relatórios de "mal-entendido", negando efetivamente ter criado as contas. No entanto, em maio de 2020, Lil Nas X admitiu, em um tweet, ser fã de Minaj. Ele explicou porque inicialmente negou, afirmando que se as pessoas soubessem que ele era um fã dela, iriam pensar que ele era gay: "As pessoas acham que se você tivesse uma página de fãs inteira dedicada a Nicki, você é gay. E a indústria da música/rap ainda não está aceitando homens gays". Em 17 de junho de 2020, Minaj respondeu a Nas, tweetando "Foi um pouco desagradável quando você negou ser um barb, mas eu entendo. Parabéns por aumentar sua confiança para falar sua verdade". Mais tarde, em um artigo da The New York Times, o fato de que ele era de fato o dono da conta com o nome @NasMaraj, foi aparentemente confirmado.
No final de 2018, Lil Nas X desembarcou na música como um caminho para o sucesso, e começou a escrever e gravar músicas em seu armário. Adotou o nome Lil Nas X, que é uma homenagem ao rapper Nas. No final de outubro de 2018, ele correu através da música que seria "Old Town Road".

### 2018–2019: Sucesso com "Old Town Road" e7

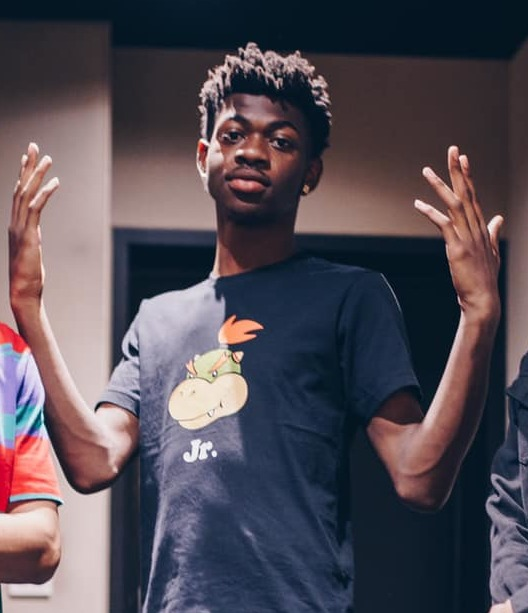
Hill em abril de 2019

Em 3 de dezembro de 2018, Lil Nas X lançou a canção country rap "Old Town Road". Ele comprou a batida da canção anonimamente em uma loja online do produtor holandês YoungKio por US$30. Contém sample da faixa "34 Ghosts IV" de Nine Inch Nails de seu sexto álbum de estúdio Ghosts I-IV (2008). Ele gravou em um "humilde" estúdio de Atlanta, no CinCoYo, em suas "terças-feiras de $20" levando menos de uma hora. Lil Nas X começou a criar memes para promover "Old Town Road" antes de ser descoberta pelos usuários do TikTok. O TikTok incentiva seus 500 milhões de usuários globais à "imitação infinita", com vídeos gerando cópias geralmente usando a mesma canção; a "agitação frenética de conteúdo do aplicativo... atua como uma incubadora potente de sucessos musicais virais". Lil Nas X estimou que fez cerca de cem memes para promovê-la; a canção se tornou viral no início de 2019 devido ao meme #Yeehaw Challenge no TikTok. Milhões de usuários postaram vídeos de si mesmos vestidos como wrangler ou cowgirl, com a maioria dos vídeos #yeehaw usando a canção como trilha sonora; em julho de 2019, eles foram vistos mais de 67 milhões de vezes. Outro público central vinculado às redes sociais é as crianças, que está oculto nas estatísticas de ouvintes adultos. O Quartz.com diz que a canção certamente deve parte de seu sucesso ao grupo demográfico e nota que eles são atraídos por ela ser repetitiva, fácil de cantar e usar letras sobre cavalos e tratores, com os quais as crianças se identificam. Ela estreou no número 83 na parada Billboard Hot 100, mais tarde subindo para o número um. A faixa também estreou na parada Hot Country Songs na posição 19 e na Hot R&B/Hip-Hop Songs na posição 36. Depois de uma "intensa guerra de licitação", Lil Nas X assinou com a Columbia Records em março de 2019. A Billboard, de forma polêmica, removeu a canção da parada Hot Country Songs em março de 2019, contando à Rolling Stone:
Ao determinar os gêneros, alguns fatores são examinados, mas antes de tudo é uma composição musical. Embora "Old Town Road" incorpore referências a imagens country e cowboy, não tem elementos o suficiente das músicas da parada country de hoje.
Na opinião de Robert Christgau, "Tirar 'Old Town Road' das paradas country me parece puro racismo e simplesmente, porque as rádios country permanecem racistas, independentemente de Darius Ruckers e Kane Brown para os quais dá espaço". Outro porta-voz da Billboard disse ao Genius, "a decisão da Billboard de tirar a canção da parada country não teve absolutamente nada a ver com a raça do artista". Apesar de ter sido removida da parada principal de canções country, a canção foi incluída na parada Country Airplay da Billboard, estreando em 53, e com pico em 50. Em resposta, o CEO da Sony Music Nashville, Randy Goodman, disse à Billboard que sua equipe começou a testar a canção em alguns mercados de rádio country, acrescentando que "seria negligente não olhar para ela". Em maio de 2019, as questões de racismo na cultura da música country surgiram novamente quando o Wrangler anunciou sua coleção Lil Nas X, e alguns consumidores ameaçaram um boicote. Os meios de comunicação também notaram que a canção chama a atenção para o apagamento cultural histórico dos afro-americanos, tanto da música country quanto da era do Velho Oeste.
A estrela da música country Billy Ray Cyrus apoiou "Old Town Road", e se tornou o vocalista em um remix de abril de 2019, o primeiro de vários. No mesmo mês, Lil Nas X quebrou o recorde de Drake de mais streams nos EUA de uma canção em uma semana com 143 milhões de streams para a semana que terminou em 11 de abril, superando "In My Feelings", de Drake, que teve 116,2 milhões de streams em uma semana em julho de 2018; a partir de agosto de 2019, a canção recebeu mais de um bilhão de reproduções apenas no Spotify. Em maio de 2019, o vídeo foi lançado. Michael Arceneaux, da NBC News, escreveu: "Na era das mídias sociais, Lil Nas X é sem dúvida a primeira estrela de crossover de microplataforma."
Lil Nas X lançou seu extended play de estreia, intitulado 7, em 21 de junho de 2019. O EP estreou em segundo lugar na parada Billboard 200. Em 23 de junho, Lil Nas X se apresentou com Cyrus no BET Awards 2019. Em 30 de junho, Lil Nas X fez sua estreia internacional no maior festival do mundo, o Festival de Glastonbury do Reino Unido, quando ele e Billy Ray Cyrus fizeram uma aparição surpresa e se juntaram a Miley Cyrus para a canção, antes de cantar seu novo single "Panini" solo visto nacionalmente na BBC. No mesmo dia, Lil Nas X se tornou um dos cantores negros queer masculinos mais visíveis quando se assumiu gay. Isso foi especialmente significativo para um artista dos gêneros country e hip hop, que enfatizam o machismo e "artistas queer historicamente esnobados". A Rolling Stone estreou a Rolling Stone Top 100 no início de julho com três canções de Lil Nas X: "Rodeo" com Cardi B no número nove; "Panini" no número quatro; e "Old Town Road" como a primeira canção número um na tabela.

## Vida pessoal

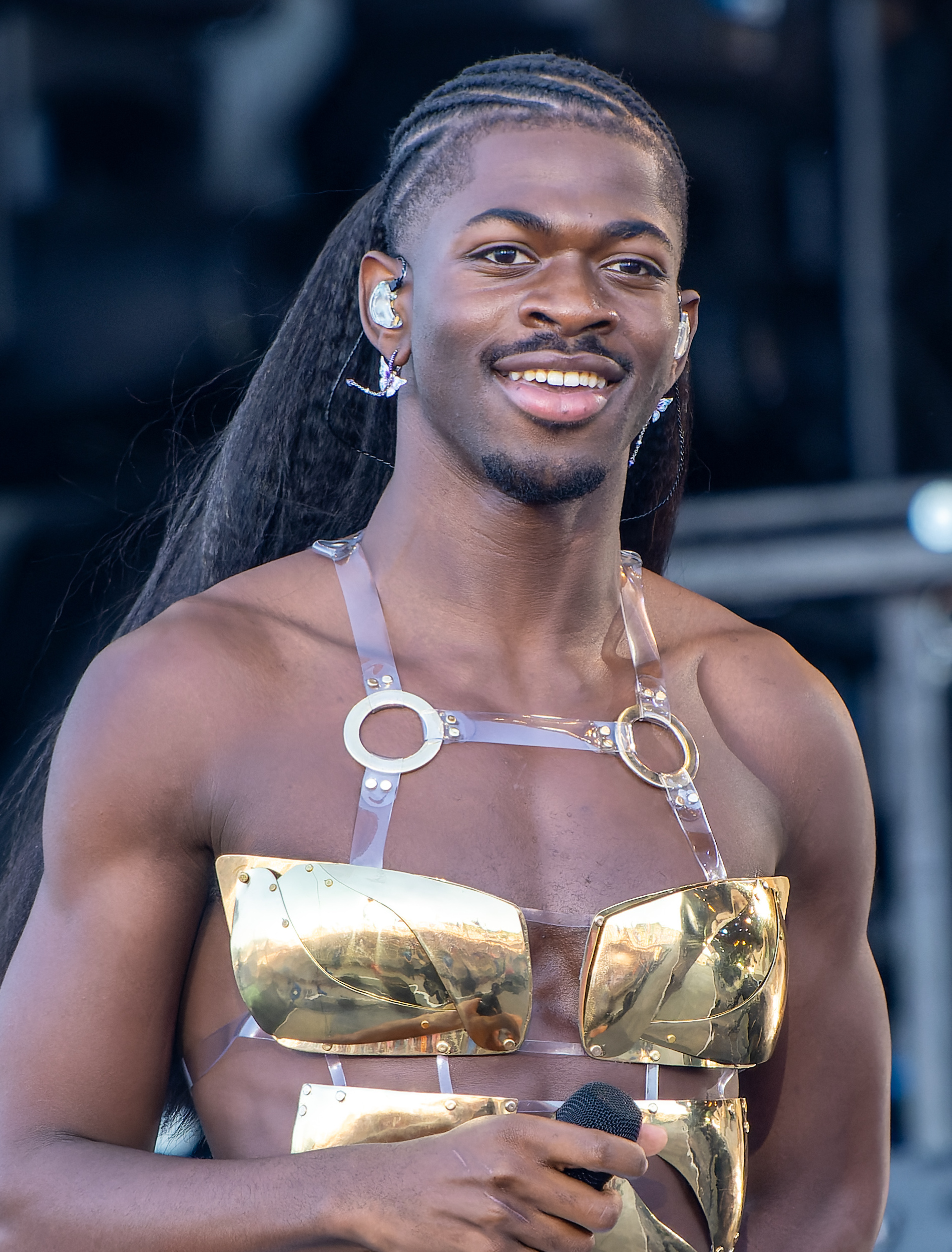
Lil Nas X no Glastonbury Festival de 2023.

No início de junho de 2019, Lil Nas X revelou sua orientação sexual para sua irmã e seu pai, sentindo que "o universo estava sinalizando para ele fazer isso", apesar de sua incerteza sobre se seus fãs permaneceriam ao seu lado ou não. Em 30 de junho de 2019, último dia do Mês do Orgulho, Lil Nas X assumiu publicamente sua homossexualidade. Seu tweet confirmou suspeitas anteriores quando ele indicou isso pela primeira vez em sua faixa "c7osure". A Rolling Stone observou que a música "aborda temas como abrir-se, crescer e abraçar a própria identidade". No dia seguinte, ele tweetou novamente, desta vez destacando o edifício colorido com as cores do arco-íris na capa de seu EP 7, com a legenda dizendo "pensei que tinha deixado isso óbvio pra caramba". Ele foi claro em uma entrevista alguns dias depois no BBC Breakfast, onde afirmou que é gay e entende que sua sexualidade não é prontamente aceita na comunidade do país ou da música rap.
A resposta à notícia foi principalmente positiva, mas também gerou uma grande quantidade de reações homofóbicas nas redes sociais, às quais Lil Nas X também reagiu. A reação negativa também veio da comunidade de hip hop, chamando a atenção para a homofobia na cultura do hip hop. Em janeiro de 2020, o rapper Pastor Troy fez comentários homofóbicos sobre a roupa que Lil Nas X usou durante o Grammy Awards, ao que Lil Nas X respondeu: "Caramba, eu estou bonito nessa foto, namoral" 
Em janeiro de 2023, Lil Nas X postou um novo comunicado sugerindo que era "um pouco bissexual". No dia seguinte, ele twittou "essa foi a última vez que saio do armário, eu prometo".
Em novembro de 2023, ele twittou que "ainda era gay."

### Religião
Lil Nas X afirmou em setembro de 2021 que era ateu "em certo momento", mas agora é "uma pessoa muito espiritual em termos de Universo, de como tudo funciona".
Em dezembro de 2023, ele escreveu que estava "entrando em sua era cristã". Que fez com que seu nome voltasse a ser falado após sua pausa de 2 anos, porém no final, se revelou ser uma jogada de marketing para seu novo single "J CHRIST" que estaria anunciando a sua volta pro mundo da música (fazendo uma "jogada" com estar de volta que nem Jesus "J" Cristo)

## Discografia
- Montero (2021)